# Kick It Up a Notch
Kick It Up a Notch è un brano del chitarrista e compositore statunitense Slash.
Il brano è un pezzo hard rock, una novità per Disney Channel, abituata a pubblicizzare artisti pop, hip hop soul e pop-rock, rispettivamente come Miley Cyrus, Demi Lovato, Vanessa Hudgens, Ashley Tisdale, Matthew MDOT Finley e i Jonas Brothers.
Il testo del brano parla di una chitarra Dean, mentre Slash scelse di suonare la sua famosa Gibson Les Paul.
Fu pubblicato come singolo il 19 luglio 2011.

## Video
l video musicale debuttò venerdì 22 luglio nel corso di una messa in onda di Toy Story 3 su Disney Channel come pubblicità al film Phineas e Ferb: Il film - Nella seconda dimensione.
Il video musicale mostra anche il talento di Perry l'ornitorinco che imbraccia un basso elettrico (la prima volta che è stato visto suonare uno strumento è stato in The Lizard Whisperer) e del Dottor Doofenshmirtz, che canta in maniera rozza e stridula, tipicamente Hard Rock.